# The Dinner
The Dinner (bra O Jantar) é um filme estadunidense de 2017, dos gêneros drama e suspense, dirigido e escrito por Oren Moverman, baseado no romance Het diner, do autor neerlandês Herman Koch.

## Sinopse
Uma amigável conversa entre dois casais num restaurante toma outros rumos quando resolvem falar de seus filhos adolescentes e seu envolvimento com a polícia.

## Elenco
- Richard Gere .... Stan Lohman
- Steve Coogan ..... Paul Lohman
- Laura Linney .... Claire Lohman
- Rebecca Hall .... Katelyn Lohman
- Chloë Sevigny .... Barbara Lohman
- Charlie Plummer .... Michael Lohman
- Adepero Oduye .... Nina
- Michael Chernus .... Dylan Heinz
- Taylor Rae Almonte .... Kamryn Velez
- Joel Bissonnette .... Antonio
- Seamus Davey-Fitzpatrick .... Rick Lohman
- Miles J. Harvey .... Beau Lohman
- Laura Hajek .... Anna

## Lançamento
Em maio de 2016, a The Orchard adquiriu os direitos de distribuição do filme. O filme teve sua estreia mundial no Festival Internacional de Cinema de Berlim em 10 de fevereiro de 2017, e foi exibido no Tribeca Film Festival em 24 de abril de 2017. O filme foi lançado nos cinemas em 5 de maio de 2017. No Brasil, foi lançado pela California Filmes em 7 de setembro de 2017.

## Recepção
No site agregador de críticas Rotten Tomatoes, 46% das 142 resenhas dos críticos são positivas, com uma classificação média de 5,5/10. O consenso do site diz: "O conjunto forte de The Dinner não é suficiente para superar um roteiro que meramente desliza a superfície da inteligência e percepção de seu material de origem."
O Metacritic, que usa uma média ponderada, atribuiu ao filme uma pontuação de 57 em 100, baseado em 30 críticos, indicando críticas "mistas ou médias".
Owen Gleiberman da Variety deu ao filme uma crítica positiva, escrevendo: "Richard Gere, Laura Linney, Steve Coogan e Rebecca Hall fazem um quarteto fascinante na adaptação de Oren Moverman do livro de Herman Koch sobre um jantar de coração negro."
Brian Tallerico, em sua crítica para o RogerEbert.com, chamou o filme de "incrivelmente frustrante, quase propositalmente. (...) 'The Dinner' deve ser uma sátira escabrosa de crianças terríveis com pais mais terríveis." Chuck Bowen, em sua análise para a Slant Magazine chamou o longa de "estridente, sinistro, sem graça e incessantemente feio."
Peter Brafshaw, do The Guardian, disse que "o filme é distorcido por flashbacks longos e dramaticamente lentos (...) É levado à beira do absurdo e além".